# Monastero di Santa Maria (Montefollonico)
Il monastero di Santa Maria è situato a Montefollonico, nel comune di Torrita di Siena.
Il primo ricordo del monastero, oggi ridotto a rudere, è del 1170 e pochi anni dopo compare tra le chiese contese tra gli episcopati senese e aretino.
Sorto come cenobio benedettino, divenne camaldolese nel 1227, per passare agli Agostiniani nel 1306. Notizie non documentate fanno risalire al XVIII secolo la demolizione della chiesa, che aveva originariamente impianto basilicale a tre navate.
Di queste strutture originali, oltre al basamento della torre campanaria, rimangono un muro perimetrale, nel quale si aprono due portali e tre archeggiature di valico sostenute da pilastri quadrilateri con semplici cornici. Il paramento murario è a corsi di bozze di pietra sommariamente squadrate.

## Galleria d'immagini

Monastero di Santa Maria
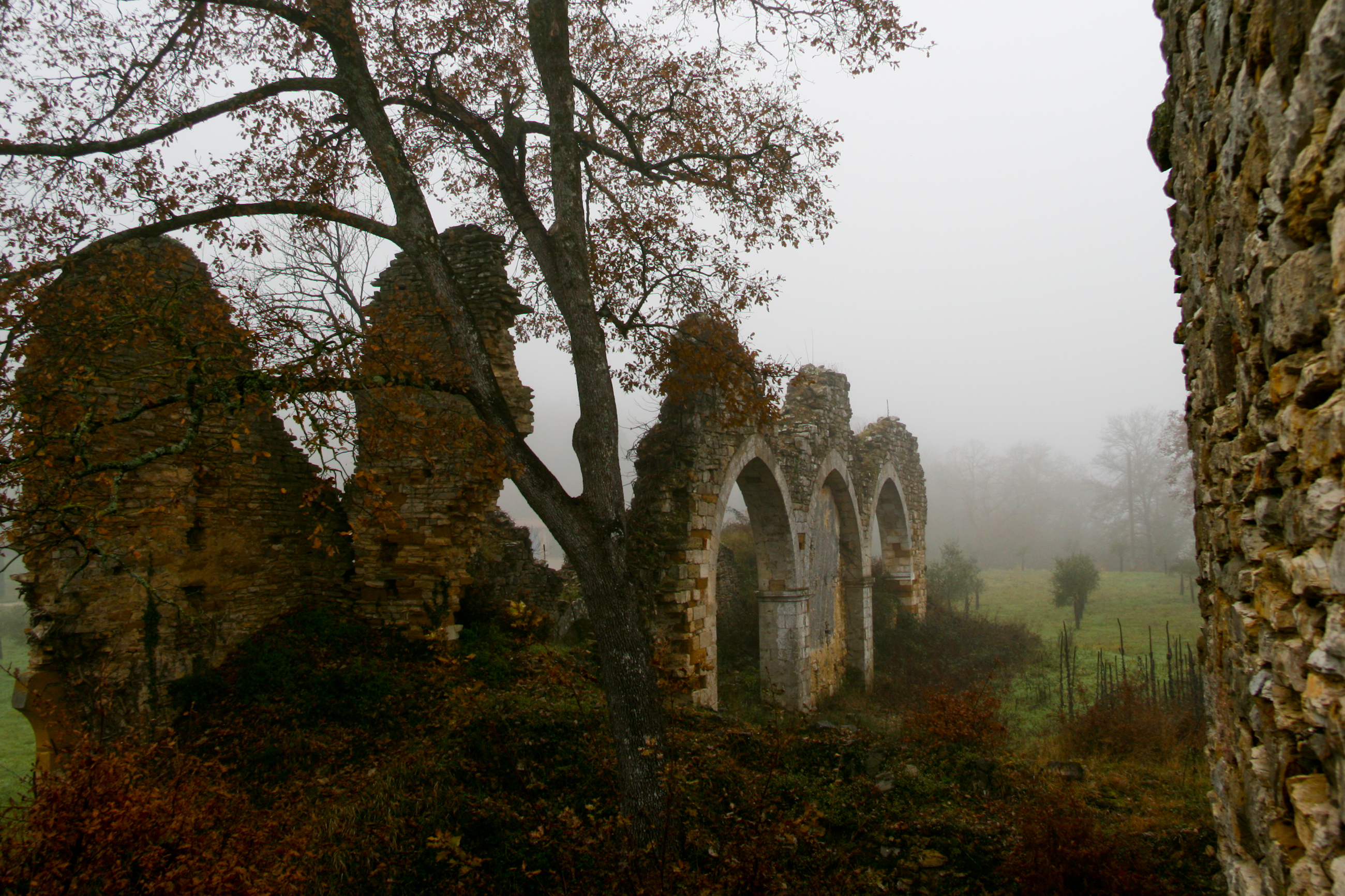
Archeggiature a sesto acuto
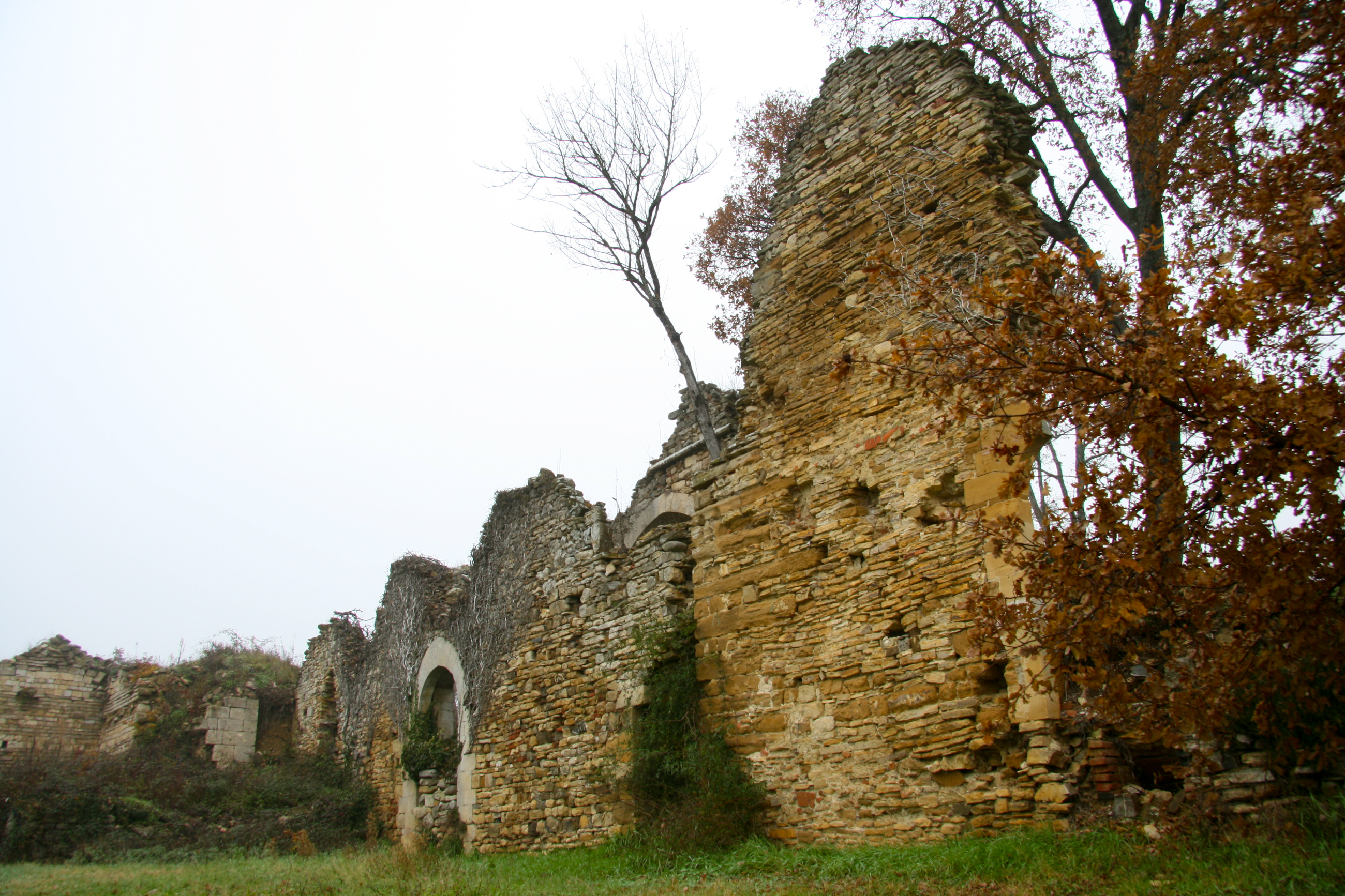
Vista del muro perimetrale
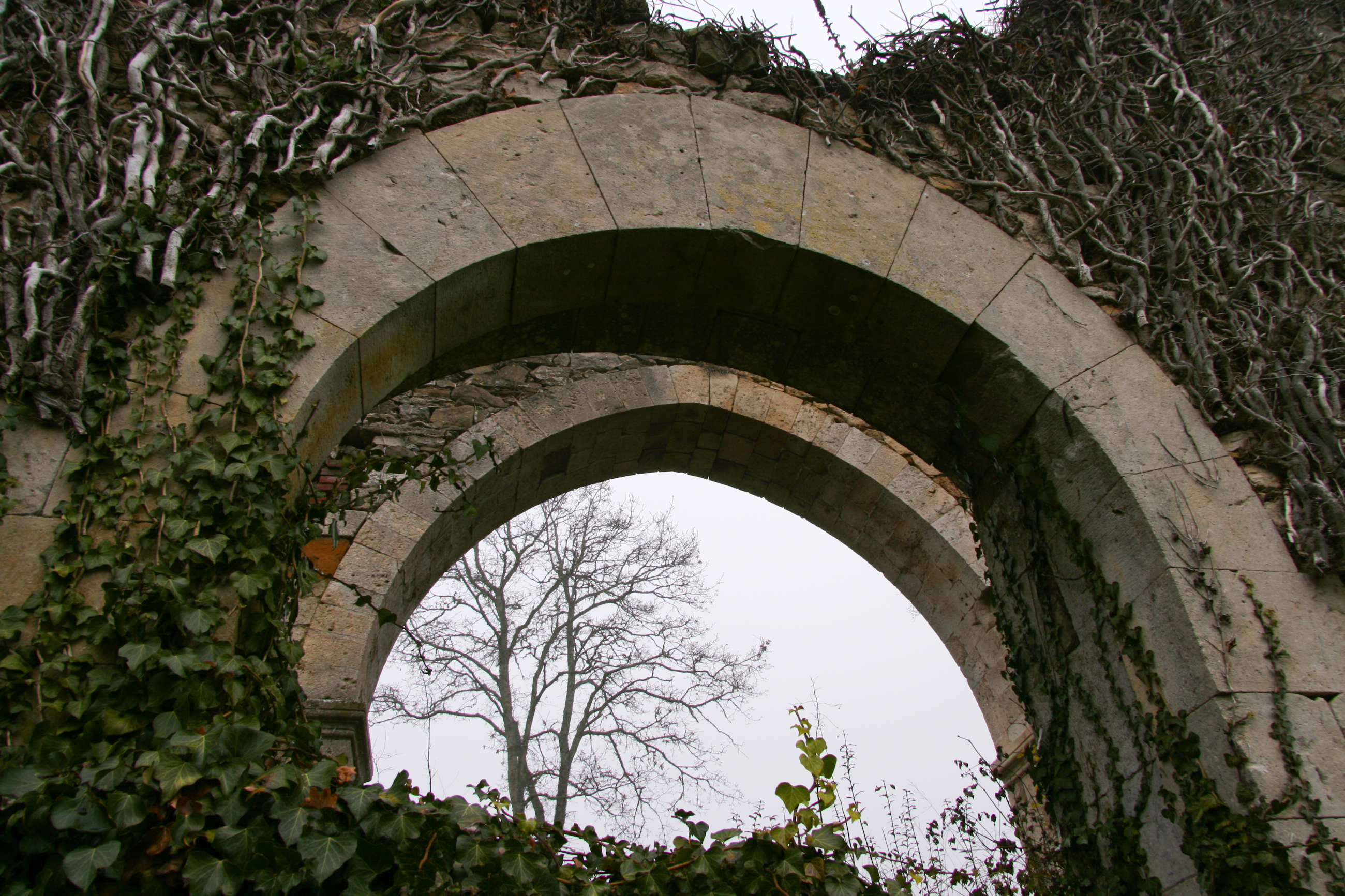
Particolare del portale
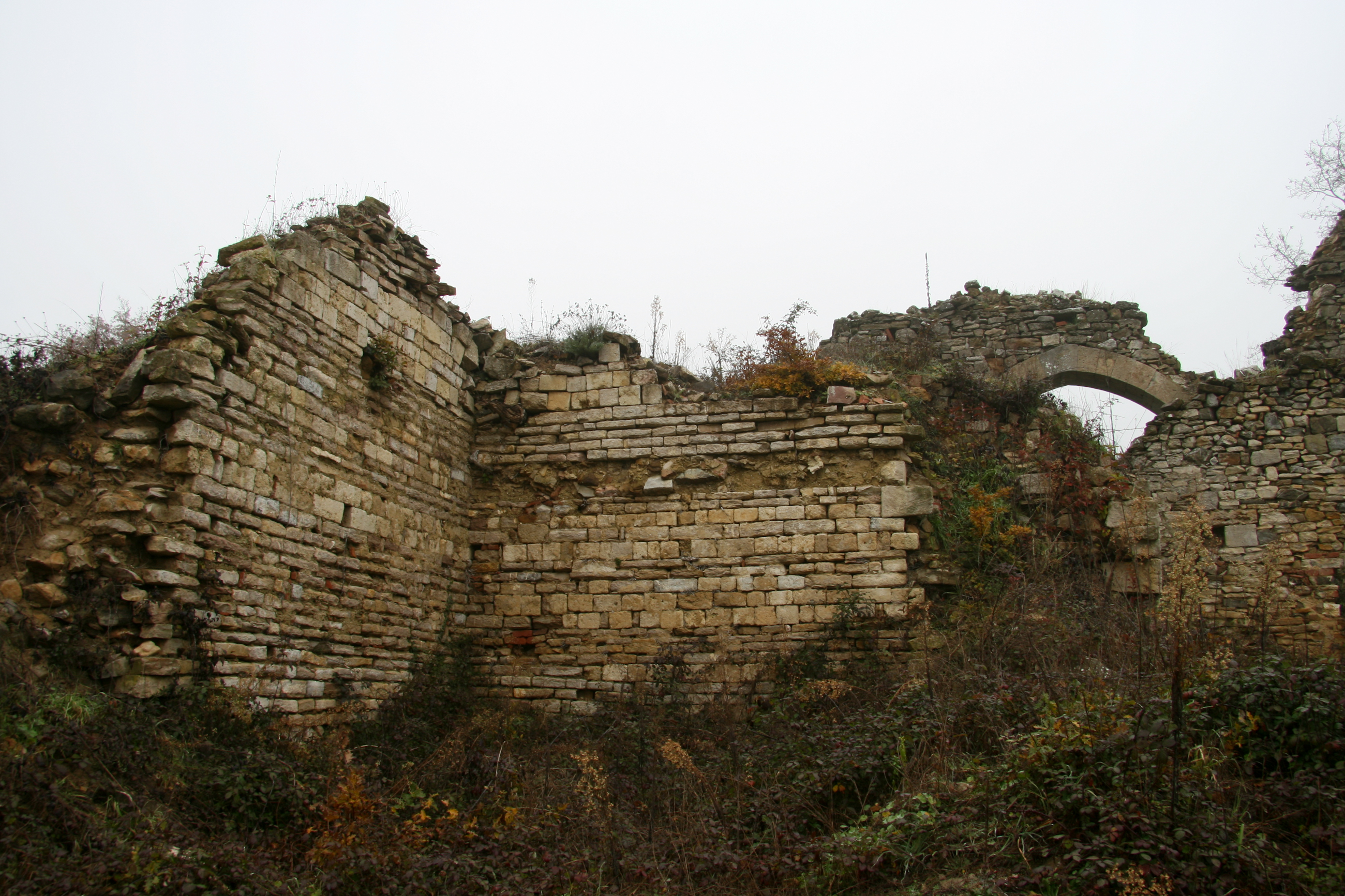
Basamento della torre campanaria
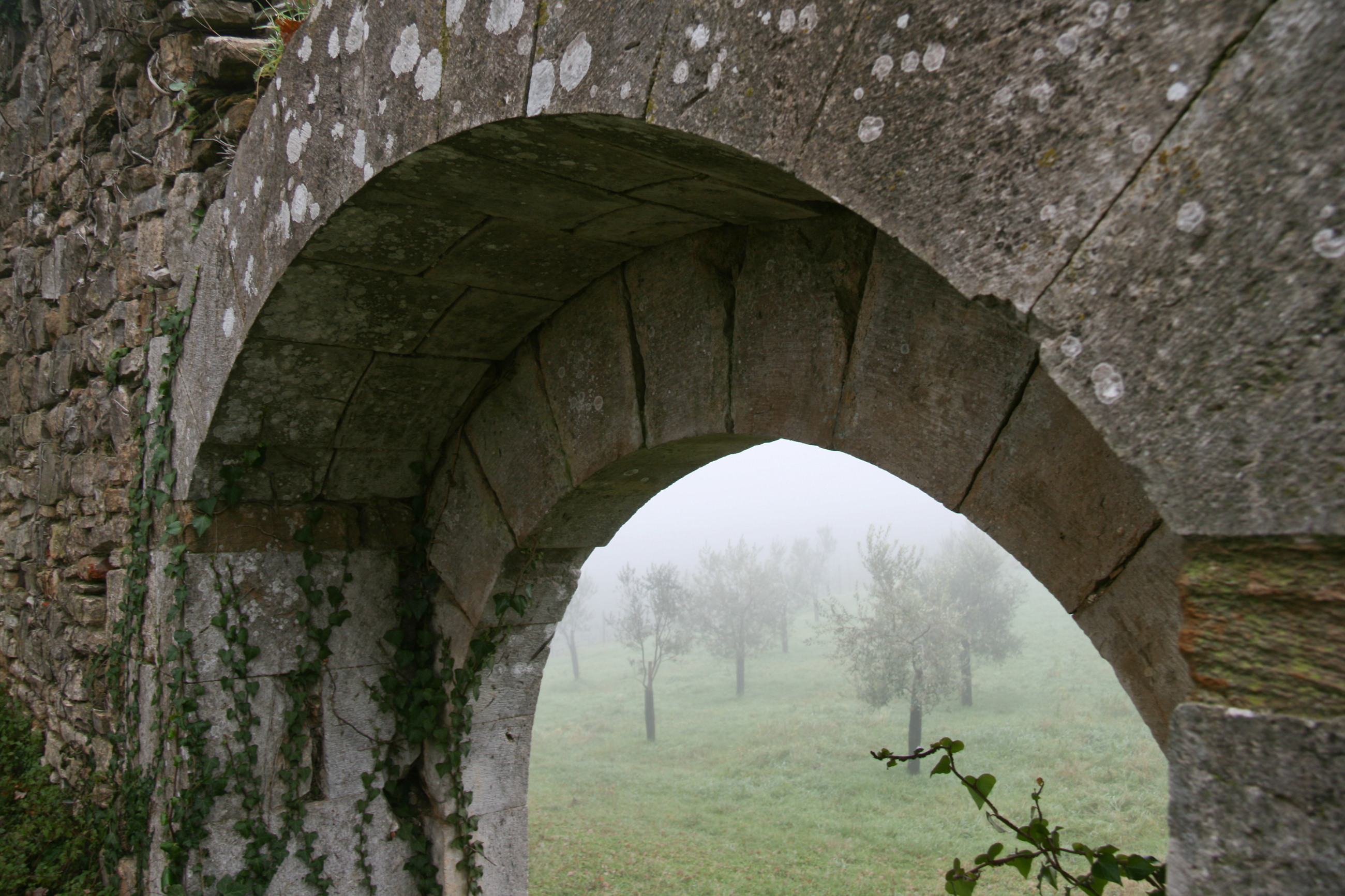
Arco del portale
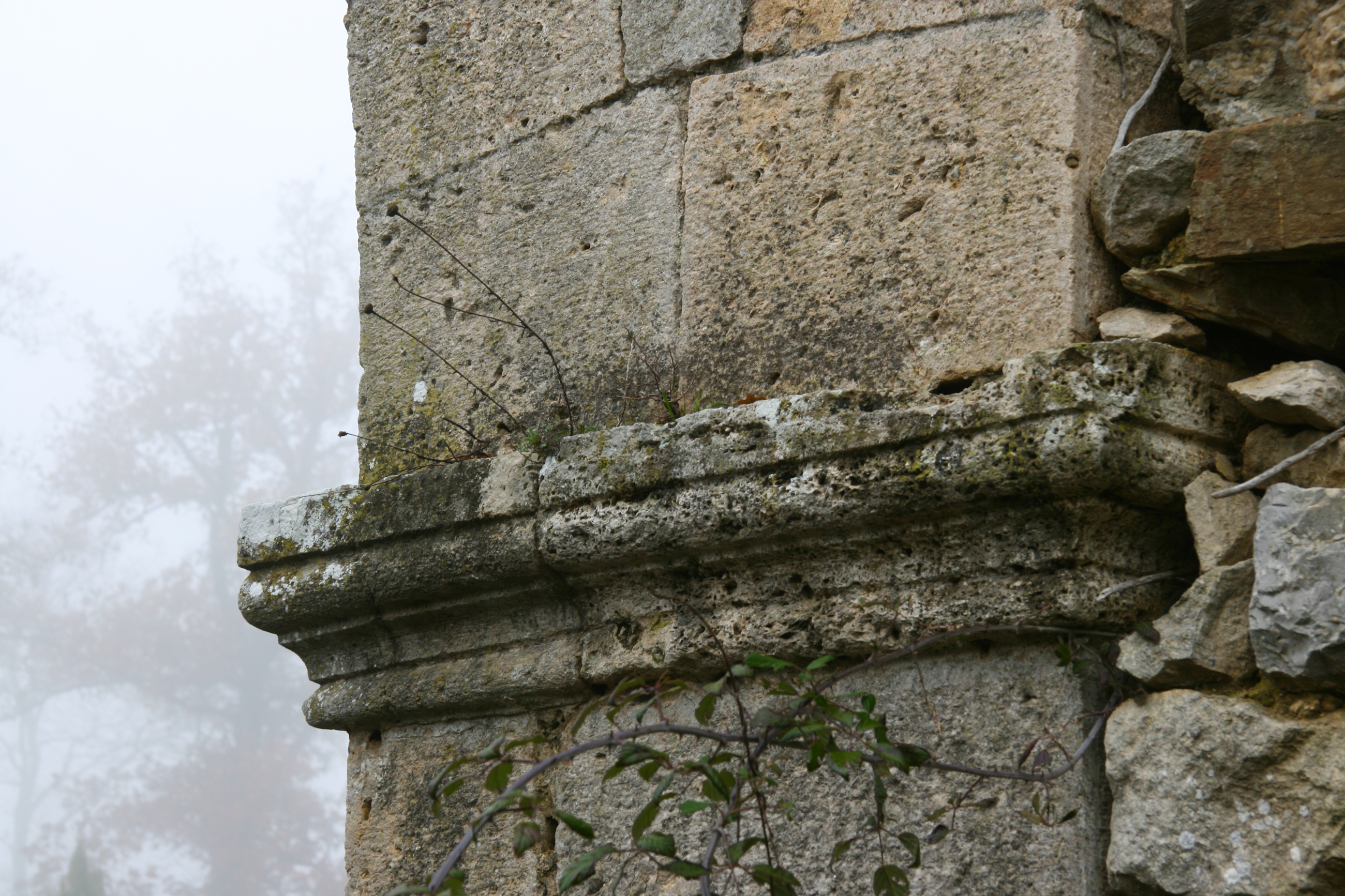
Particolare pilastro
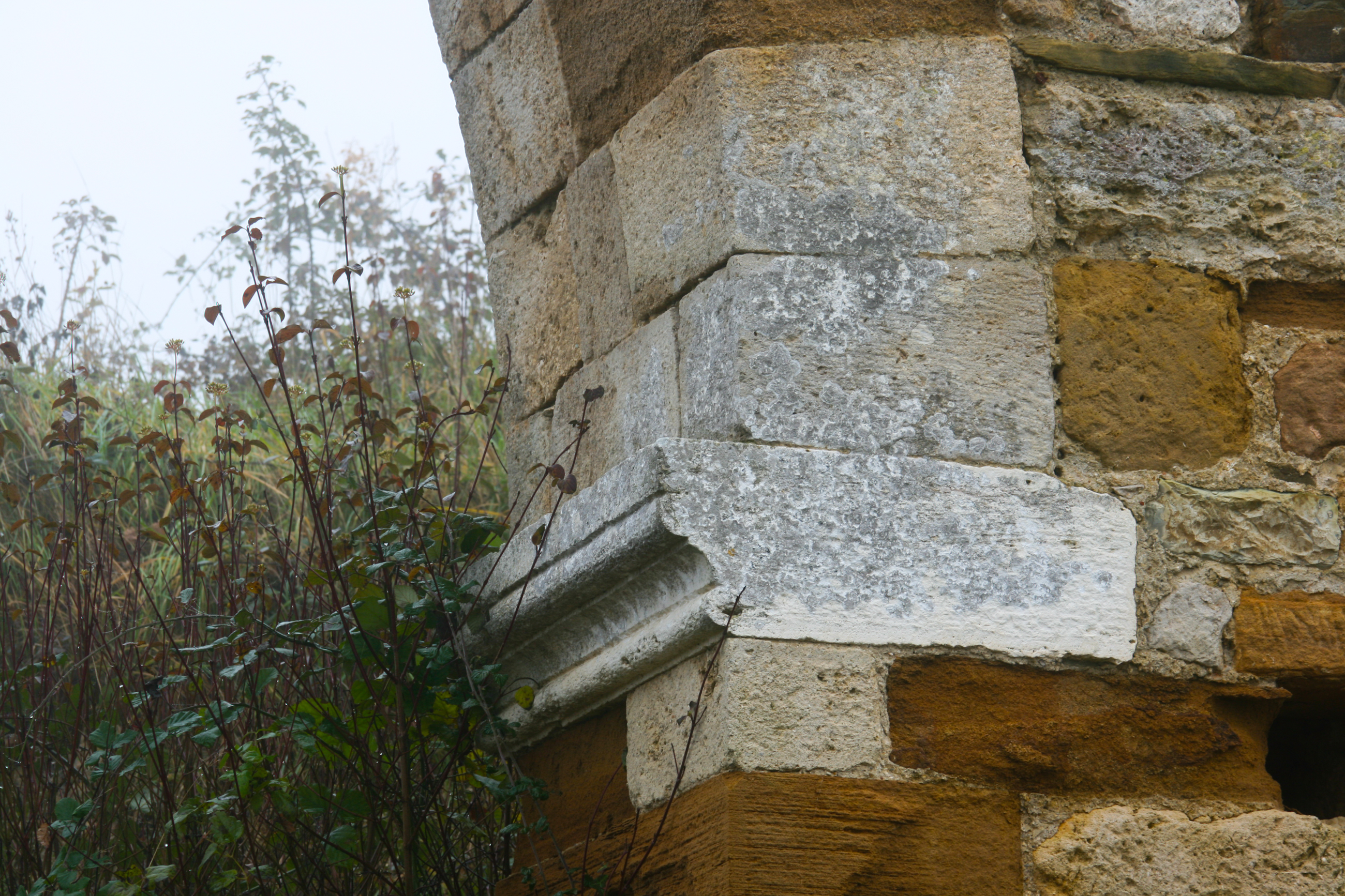
Cornice del pilastro
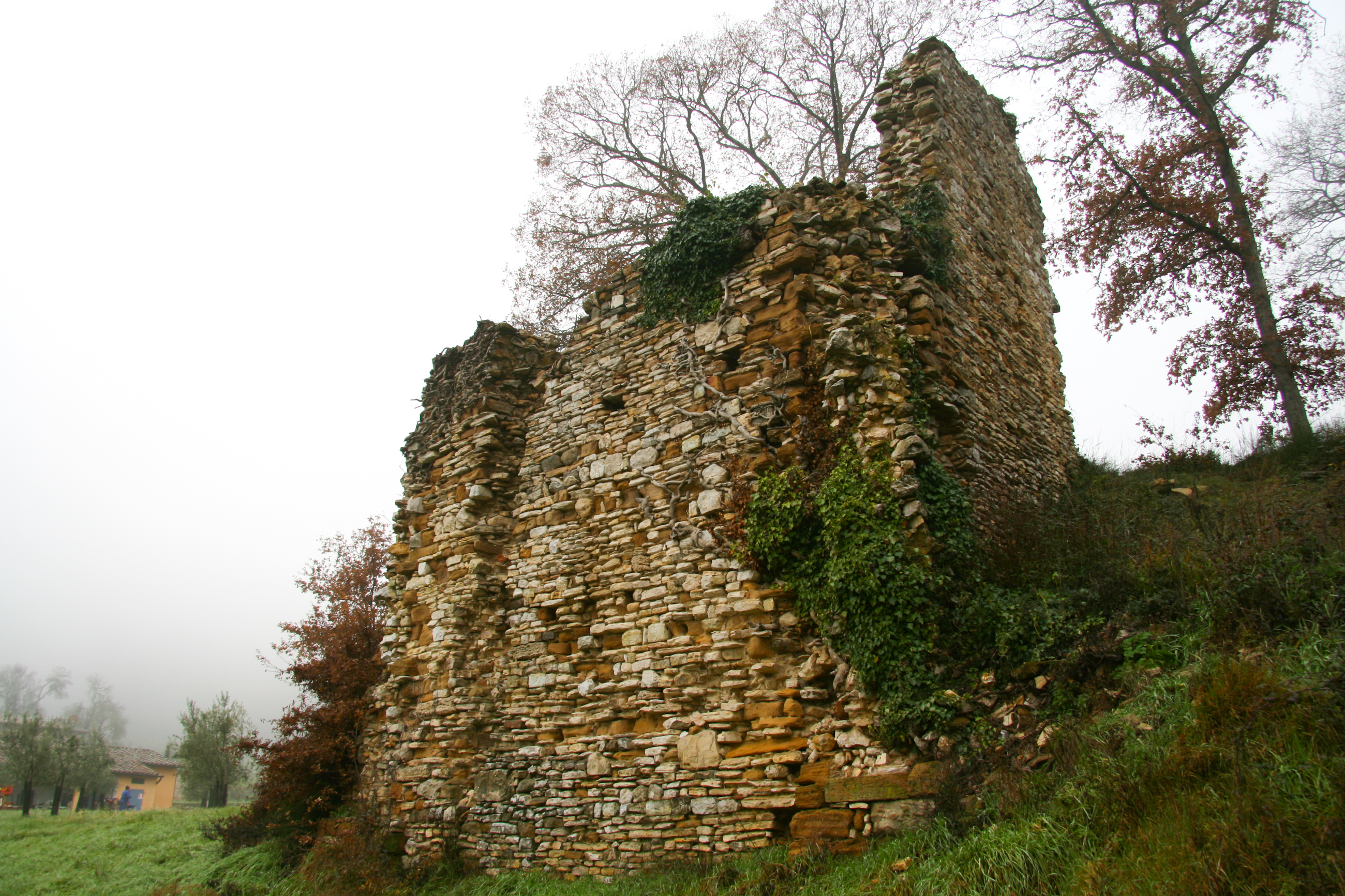
Muro di cinta
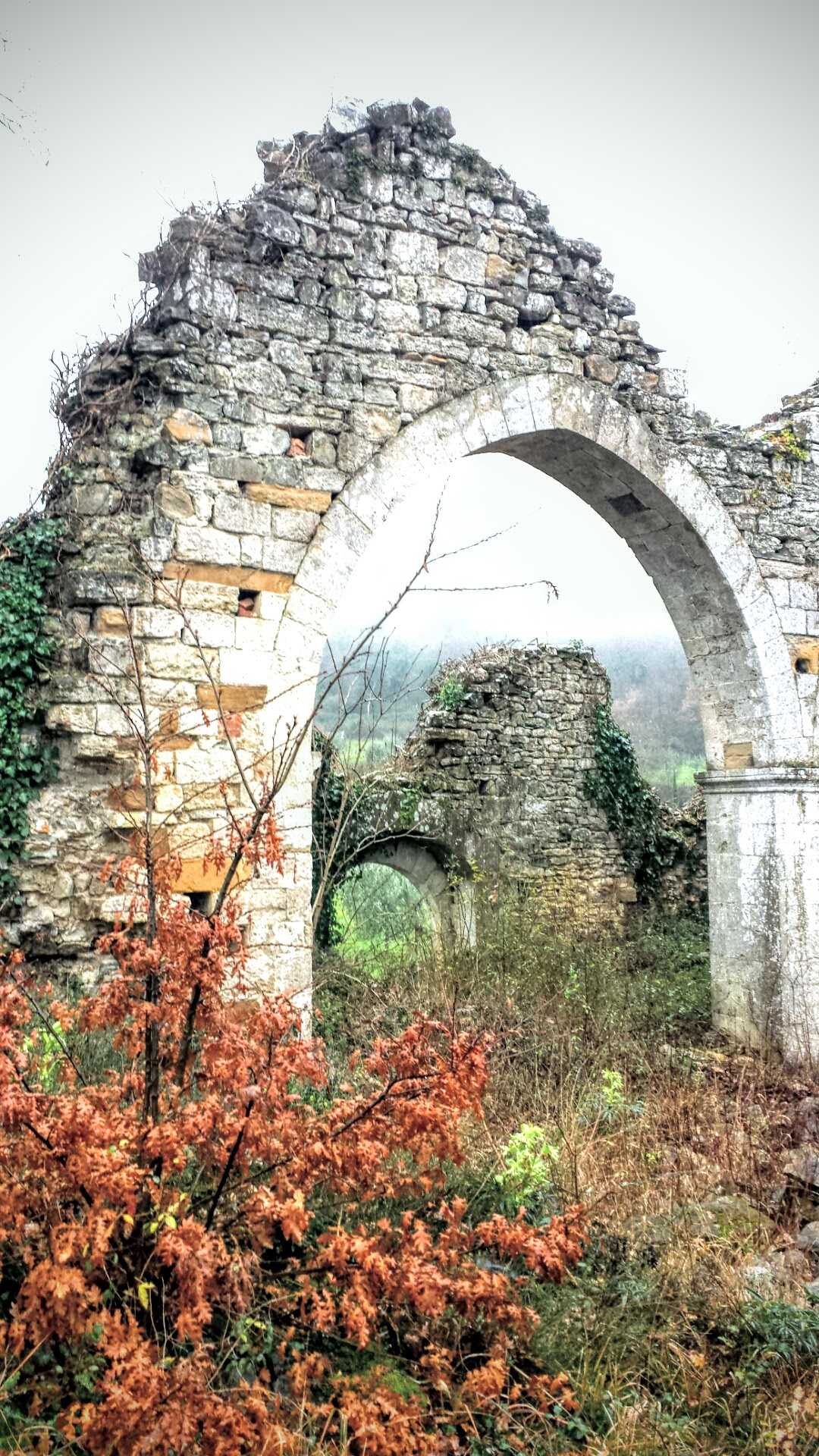
Parete in pietra e travertino